# Saison 1954-1955 du Wydad Athletic Club
Pour un article plus général, voir Wydad Athletic Club (football).
Maillots
Chronologie
Saison précédente Saison suivante
La saison 1954/1955 du Wydad Athletic Club est la 16e saison footballistique de l'histoire du club. Cette saison débute alors que les rouges avaient terminé cinquième en championnat lors de la saison dernière. Le club est par ailleurs engagé en Coupe des coupes de l'ULNA et en Ligue des champions de l'ULNA.
Finalement, le WAC est éliminé en 8e de finale de la Coupe des coupes et finaliste de la Ligue des champions. Le club remporte par ailleurs le triplé national : Botola Pro1, la Supercoupe du Maroc et la Coupe d'Élite.
Le bilan en championnat du WAC s'est terminé favorable car sur 22 matchs joués, il en gagne 15, en perd 4 et cède 6 nuls pour 36 buts marquées et 15 encaissés.

## Effectif
- Gardiens :
  -  Ben Jilali et  Si Mohamed Rifki "Sobis"
- Défense :
  -  Mustapha Horeira "Msitifa",  Abdenbi Mestasi,  Mohamed Tibari,  Hassan "La Porte",  Belahbib et  Mustapha Bettache
- Milieu :
  -  Affari,  Embarek,  Mustapha Wld Rehalia,  Ben Chekroun,  Belarbi,  Oubada et  Abdallah Zhar
- Attaque :
  -  Gomez,  Hajjami,  Acila,  Bouarif,  Mohamed Chtouki et  Mohamed Khalfi
- Entraîneur :
  -  Père Jégo
- Entraîneur adjoint :
  -  Mohamed Masson

## Saison

### Parcours en Championnat
Le championnat de Division d'Honneur 1954-1955 est la 40e édition de la Ligue du Maroc de football. Elle oppose douze clubs regroupées au sein d'une même poule. En fin de saison, deux clubs sont relégués en Promotion Pré-Honneur.

#### Phase de groupe: Poule A

##### Composition de la Poule A
Avec la relégation du Maghreb de Fès et de l'olympique marocain, puis la promotion du Kawkab de Marrakech et de l'Union Sportive Athlétique de Casablanca, le Wydad se trouve donc lors de cette saison aux côtés de onze équipes que sont :
L'A.S.T.F. : l'Association Sportive de Tanger-Fès.
Le F.U.S. : le Fath Union Sports.
Le K.A.C.M. : le Kawkab Athlétique Club de Marrakech.
Le M.C.O. : le Mouloudia Club d'Oujda.
Le R.A.C. : le Racing Athletic Club.
Le S.A.M. : le Sport Athlétique de Marrakech.
La S.C.C.R.N. : le Sporting Club Cheminots des Roches Noires.
Le S.M. : le Stade Marocain.
L'U.S.A. : l'Union Sportive Athlétique.
L'U.S.D.M. : l'Union Sportive de Meknès.
et l'U.S.M. : l'Union Sportive Marocaine.
Cette saison représente donc la seizième année de football de l'histoire du Wydad Athletic Club. On peut signaler la présence de quatre clubs casablancais dont le plus féroce d'entre eux, l'Union sportive marocaine de Casablanca. Parmi les clubs musulmans, le Mouloudia d'Oujda et le Kawkab de Marrakech deviendront les pires ennemies d'après-indépendance des Rouges.

##### Phase aller
| Dates             | Journées    | Adversaires       | Lieux des rencontres | Scores | Buts WAC               | Références           |
| ----------------- | ----------- | ----------------- | -------------------- | ------ | ---------------------- | -------------------- |
| 5 septembre 1954  | 1er journée | Fath US           | Stade Belvédère      | 2-2    | ?? , ??                | [ Rapport match 1 ]  |
| 12 septembre 1954 | 2e journée  | USD Meknès        | Stade Municipal      | 1-2    | ?? , ??                | [ Rapport match 2 ]  |
| 19 septembre 1954 | 3e journée  | US Marocaine      | Stade Philip         | 1-0    | Gomez                  | [ Rapport match 3 ]  |
| 26 septembre 1954 | 4e journée  | SCC Roches Noires | Stade Roches Noires  | 1-1    | ??                     | [ Rapport match 4 ]  |
| 10 octobre 1954   | 5e journée  | US Athlétique     | Stade Philip         | 1-2    | ??                     | [ Rapport match 5 ]  |
| 17 octobre 1954   | 6e journée  | Racing AC         | Stade Philip         | 1-0    | ??                     | [ Rapport match 6 ]  |
| 31 octobre 1954   | 7e journée  | KAC Marrakech     | Stade El Harti       | 1-5    | ?? , ?? , ?? , ?? , ?? | [ Rapport match 7 ]  |
| 7 novembre 1954   | 8e journée  | AS Tanger-Fès     | Stade Municipal      | 1-2    | ?? , ??                | [ Rapport match 8 ]  |
| 21 novembre 1954  | 9e journée  | MC Oujda          | Stade Philip         | 1-0    | ??                     | [ Rapport match 9 ]  |
| 5 décembre 1954   | 10e journée | Stade Marocain    | Stade Philip         | 1-1    | ??                     | [ Rapport match 10 ] |
| 12 décembre 1954  | 11e journée | SA Marrakech      | Stade El Harti       | 0-0    | -                      | [ Rapport match 11 ] |

##### Classement à la trêve hivernale
Le barème de points servant à établir le classement se décompose ainsi :
- Victoire : trois points ;
- Match nul : deux points ;
- Défaite : un point.

| Rang | Équipe            | Pts | J  | G | N | P | Bp | Bc | Diff |
| ---- | ----------------- | --- | -- | - | - | - | -- | -- | ---- |
| 1    | Wydad AC          | 27  | 11 | 6 | 4 | 1 | 17 | 9  | +8   |
| 2    | SA Marrakech      | 25  | 11 |   |   |   |    |    |      |
| 3    | KAC Marrakech (P) | 23  | 11 |   |   |   |    |    |      |
| -    | Fath US           | 23  | 11 |   |   |   |    |    |      |
| -    | MC Oujda          | 23  | 11 |   |   |   |    |    |      |
| -    | USD Meknès        | 23  | 11 |   |   |   |    |    |      |
| 7    | Racing AC (T)     | 22  | 11 |   |   |   |    |    |      |
| -    | US Athlétique (P) | 22  | 11 |   |   |   |    |    |      |
| 9    | AS Tanger-Fès     | 20  | 11 |   |   |   |    |    |      |
| 10   | Stade Marocain    | 19  | 11 |   |   |   |    |    |      |
| -    | US Marocaine      | 19  | 11 |   |   |   |    |    |      |
| 12   | SCC Roches Noires | 18  | 11 |   |   |   |    |    |      |

|  | Champion du Maroc et de la Division d'Honneur 1936-1937 Qualification au Championnat d'Afrique du Nord 1954-1955 |
|  | Vice-champion du Maroc et de la Division d'Honneur 1936-1937                                                     |
|  | Relégation directe en Pré-Honneur                                                                                |
|  | (T) Tenant du titre (P) Club promu de promotion honneur                                                          |

##### Phase retour
| Dates         | Journées    | Adversaires       | Lieux des rencontres | Scores | Buts WAC               | Références           |
| ------------- | ----------- | ----------------- | -------------------- | ------ | ---------------------- | -------------------- |
| ???           | 12e journée | Fath US           | ???                  | 1-1    | ??                     | [ Rapport match 12 ] |
| ???           | 13e journée | USD Meknès        | ???                  | 1-0    | ??                     | [ Rapport match 13 ] |
| ???           | 14e journée | US Marocaine      | ???                  | 0-0    | -                      | [ Rapport match 14 ] |
| ???           | 15e journée | SCC Roches Noires | ???                  | 1-0    | ??                     | [ Rapport match 15 ] |
| ???           | 16e journée | US Athlétique     | ???                  | 2-1    | ??                     | [ Rapport match 16 ] |
| ???           | 17e journée | Racing AC         | ???                  | 1-0    | -                      | [ Rapport match 17 ] |
| ???           | 18e journée | KAC Marrakech     | ???                  | 2-1    | ??                     | [ Rapport match 18 ] |
| ???           | 19e journée | AS Tanger-Fès     | ???                  | 2-0    | ?? , ??                | [ Rapport match 19 ] |
| ???           | 20e journée | MC Oujda          | ???                  | 1-0    | -                      | [ Rapport match 20 ] |
| 24 avril 1955 | 21e journée | Stade Marocain    | ???                  | 1-2    | ?? , ??                | [ Rapport match 21 ] |
| 1er mai 1955  | 22e journée | SA Marrakech      | ???                  | 5-1    | ?? , ?? , ?? , ?? , ?? | [ Rapport match 22 ] |

##### Classement final
Le championnat a été très disputé et a tenu en haleine les sportifs puisque jusqu'à la veille de la dernière journée, le Wydad Athletic Club et le KAC Marrakech sont au coude-à-coude, avec 47 points chacun. La dernière journée est décisive. Le Wydad réussit à battre le Sport athlétique de Marrakech, et le Kawkab est contraint au match nul par le Stade marocain. Le Wydad remporte son 5e titre dans la compétition,.
Le barème de points servant à établir le classement se décompose ainsi :
- Victoire : trois points ;
- Match nul : deux points ;
- Défaite : un point.

| Rang | Équipe            | Pts | J  | G  | N  | P  | Bp | Bc | Diff |
| ---- | ----------------- | --- | -- | -- | -- | -- | -- | -- | ---- |
| 1    | Wydad AC          | 50  | 22 | 11 | 6  | 5  | 30 | 18 | +12  |
| 2    | KAC Marrakech (P) | 49  | 22 | 10 | 7  | 5  | 28 | 16 | +12  |
| 3    | Racing AC (T)     | 46  | 22 | 10 | 6  | 6  | 24 | 18 | +6   |
| 4    | US Athlétique (P) | 45  | 22 | 10 | 5  | 7  | 23 | 20 | +3   |
| 5    | MC Oujda          | 45  | 22 | 10 | 5  | 7  | 22 | 22 | 0    |
| 6    | Stade Marocain    | 44  | 22 | 9  | 8  | 5  | 20 | 23 | -3   |
| 7    | SA Marrakech      | 44  | 22 | 9  | 8  | 5  | 19 | 24 | -5   |
| 8    | USD Meknès        | 42  | 22 | 8  | 10 | 4  | 19 | 26 | -7   |
| 9    | US Marocaine      | 42  | 22 | 8  | 10 | 4  | 20 | 28 | -8   |
| 10   | Fath US           | 42  | 22 | 10 | 2  | 10 | 18 | 28 | -10  |
| 11   | AS Tanger-Fès     | 40  | 22 | 8  | 8  | 6  | 17 | 30 | -13  |
| 12   | SCC Roches Noires | 39  | 22 | 8  | 7  | 7  | 15 | 30 | -15  |

|  | Champion du Maroc et de la Division d'Honneur 1936-1937 Qualification au Championnat d'Afrique du Nord 1954-1955 |
|  | Vice-champion du Maroc et de la Division d'Honneur 1936-1937                                                     |
|  | Relégation directe en Pré-Honneur                                                                                |
|  | (T) Tenant du titre (P) Club promu de promotion honneur                                                          |

### Parcours en Coupe d'Afrique du Nord
La saison 1954/1955 de la coupe des coupes de l'ULNA est la 19e édition de la compétition. Ayant comme tenant du titre l'USSC Témouchent lors de l'édition précédente. Étant une équipe de division d'honneur soit de D1, le WAC entame cette compétition au 1er tour.
| Dates            | Tours                      | Adversaires       | Lieux des rencontres       | Scores | Buts WAC                             | Références           |
| ---------------- | -------------------------- | ----------------- | -------------------------- | ------ | ------------------------------------ | -------------------- |
| 28 novembre 1954 | 1er tour régional          | Kénitra AC        | Stade municipal de Kénitra | 0-1    | ??                                   | [ Rapport match 23 ] |
| 19 décembre 1954 | 2e tour régional           | SCC Roches Noires | Stade Roches Noires        | 0-0    | ??                                   | [ Rapport match 24 ] |
| 26 décembre 1954 | 2e tour régional (rejeoué) | SCC Roches Noires | Stade Philip               | 1-0    | ??                                   | [ Rapport match 25 ] |
| 2 janvier 1955   | 1/16 finale                | JS Saint-Eugène   | Stade Philip               | 3-1    | Bouarif 0.30e, Gomez 6e, Chtouki 58e | [ Rapport match 26 ] |
| 23 janvier 1955  | 1/8 finale                 | Stade Tunisien    | Stade Géo-André            | 4-1    | Gomez 4e                             | [ Rapport match 27 ] |

Le Wydad AC entame directement la compétition au 1er tour comme tous les clubs professionnels engagés dans la compétition. Le tirage au sort le voit affronter comme adversaire son club frère musulman du KAC de Kénitra. Celui-ci évolue en Pré-Honneur soit en 2e division selon la hiérarchisation de la LMFA. Joué à l'extérieur, le match s'est terminé par une petite victoire du WAC qui est très expérimenté dans ce type de compétition contrairement au KAC. Ensuite, c'est face au SCC Roches Noires que le Wydad devra se frotter au 2e tour dans le cadre d'un derby casablancais opposant la Vieille Médina au quartier des Roches Noires. Le SCCRN évolue lors de cette saison en Division d'honneur tout comme les Rouges. La rencontre se terminera par un score nul 0-0, et le match rejoué s'est terminé par une victoire des Rouges sur le petit score d'un but à zéro.
Après ces deux premiers tours qui sont principalement disputés au niveau régional, à partir des 1/16 de finale, la compétition commence à se corser avec l'arrivée de clubs étrangers. Le tirage au sort fait tomber le WAC aux côtés de la JS Saint-Eugène, club évoluant dans la Ligue d'Oran de Football Association. Là aussi, ce sont les Rouges qui s'imposent le 1er janvier 1955, 3-1.
Près de deux semaines plus tard, c'est face au Stade Tunisien que le Wydad doit combattre. Celui-ci avait remporté une victoire difficile sur le score de 4-3 face à la Jeunesse Bône AC. La rencontre va se terminer par une défaite du Wydad à l'extérieur sur le score de 4-1.

### Parcours en Championnat d'Afrique du Nord
L'édition 1954/1955 de la Ligue des champions de l'ULNA est la 29e de la compétition. Regroupant juste les équipes champions de chaque nation, le WAC qui a remporté la saison 1954/1955 du championnat marocaine participe donc à la compétition comme représentant du Maroc pour la 5e fois de son histoire.
| Dates       | Tours      | Adversaires  | Lieux des rencontres | Scores  | Buts WAC  | Références           |
| ----------- | ---------- | ------------ | -------------------- | ------- | --------- | -------------------- |
| 15 mai 1955 | 1/4 finale | ES Tunis     | Stade Géo-André      | 1-2     | Chtouki , | [ Rapport match 28 ] |
| 22 mai 1955 | 1/2 finale | SC Bel-Abbès | Stade Marcel Cerdan  | Forfait |           | [ Rapport match 29 ] |
| 29 mai 1955 | Finale     | ESFM Guelma  | Stade Marcel Cerdan  | 2-1     | Gomez     | [ Rapport match 30 ] |

Le WAC entame la compétition dès l'éliminatoire 1/4 finale après un tirage au sort. Il a donc pour adversaire l'ES Tunis (étant leader du championnat tunisienne) bien que celui-ci n'est ni champion ni vainqueur de la coupe nationale. La rencontre qui est jouée le 15 mai à Tunis se termine à l'avantage des Marocains qui remportent la victoire sur le score de deux buts à un grâce à un doublé de Mohamed Chtouki. Qualifié en demi-finale, le Wydad a ensuite pour adversaire le SC Bel-Abbès. Celui-ci est connu pour être un des meilleurs clubs d'Afrique du Nord. Toutefois, le club déclara forfait laissant le Wydad se qualifier facilement en finale de la compétition.
En finale, le Wydad qui s'est qualifié sans combattre en demi-finale a pour adversaire l'ESFM Guelma. Celui-ci avait battu difficilement le GS Alger sur le score de 2-1. Disputée à Casablanca le 29 mai 1955, cette finale verra un incroyable scénario se dérouler. Alors que le Wydad menait la rencontre par un but à zéro grâce à une réalisation d'un certain Gomez, à six minutes de la fin, l'ESFM Guelma égalise avec une réalisation de Baïza. Match nul après 90 minutes de jeu, les prolongations ont donc lieu. La rencontre serrée voit à la 108e minute, les noirs et blancs décider de la rencontre grâce à une réalisation de Merzougi.

## Issue de la saison
Au niveau national, le WAC réalise un bon parcours en championnat, il termine à la 1re place avec 11 victoires, 6 matchs nuls et 5 défaites sur les vingt-deux matchs joués. Il a dû aussi remporter la supercoupe marocaine et la coupe d'élite.
En compétition continentals, le club a participé à la coupe des coupes de l'ULNA dont il a atteint les 8e de finale. Finaliste de la ligue des champions de l'ULNA après deux victoires et une défaite.
Avec un total de vingt-deux matchs joués, onze victoires, six nuls et cinq défaites en championnat, plus trois victoires et une défaite en coupe des coupes et deux victoires plus une défaite en ligue des champions ainsi qu'au match de la supercoupe nationale et la coupe d'élite. Les Rouges ont joué au total pendant cette saison 32 matchs officiels avec un bilan de 19 victoires, 6 nuls et 7 défaites.
| Compétition                   | Classement final | M.J. | G. | N. | P. |
| ----------------------------- | ---------------- | ---- | -- | -- | -- |
| Championnat d'Excellence      | 1er / 12         | 22   | 11 | 6  | 5  |
| Coupe des coupes de l'ULNA    | 1/8 finale       | 4    | 3  | 0  | 1  |
| Ligue des champions de l'ULNA | Finaliste        | 3    | 2  | 0  | 1  |
| Supercoupe du Maroc           | Vainqueur        | 1    | 1  | 0  | 0  |
| Coupe d'Élite du Maroc        | Vainqueur        | 2    | 2  | 0  | 0  |